# Zsófia Kónya
Zsófia Kónya (n. 2 iunie 1995, Seghedin, Ungaria) este o sportivă ce a reprezentat Ungaria, medaliată olimpică. A participat la 3 ediții ale Jocurilor Olimpice (2014, 2018, 2022) în care a câștigat o medalie de bronz.